# Bruno Chauvierre
Pour les articles homonymes, voir Chauvierre.
Bruno Chauvierre, est un enseignant universitaire et un homme politique français né le 22 décembre 1942 à Uzay-le-Venon (Cher). Il est député pendant deux ans dans le département du Nord.

## Biographie

### Formation et enseignement
Après des études de psychologie à la faculté des lettres et sciences humaines de Lille et une thèse en psychologie intitulée « Débilité et théorie de l’intelligence » dirigée par René Zazzo, il fait une carrière universitaire à l’université Lille-III, devenant maître de conférences.

### Militantisme et carrière politique

#### Années 1970 à 1990
En 1976, il adhère au Parti social-démocrate et figure sans succès sur la liste menée par Norbert Segard aux élections municipales de Lille de 1977. En 1977, il adhère au RPR et échoue à se faire élire en 1978 contre Pierre Mauroy aux élections législatives, puis se présente sans succès aux élections cantonales de Lille sud-ouest en 1979. Il est nommé secrétaire départemental du RPR et chargé de mission Nord-pas-de Calais en juin 1980 ; en 1981, il est le directeur de publication du Courrier du compagnon
En 1983, il échoue à nouveau aux élections contre Pierre Mauroy, avec un score de 47,2 %, à l'issue d'une campagne mouvementée, pendant laquelle sa maison de Wattignies est détruite par un incendie criminel et son jeune fils menacé. Il est battu avec un score de 47,2 %, qui reste le meilleur résultat de la droite aux élections municipales de Lille sous la Cinquième République. En 1985, il démissionne du RPR et est élu conseiller général dans le canton de Lille-Sud-Ouest avec 52,91 %. 
Aux élections législatives de mars 1986, — les seules à être à la proportionnelle — dans le Nord, il est tête de la liste Front national et obtient 11,35 % des voix. La liste FN obtient, au titre des résultats qui sont calculés dans chaque département, trois élus. Il siège dans le groupe parlementaire FN, mais il en démissionne le 6 mai 1986, après le refus du groupe parlementaire de voter l'investiture au gouvernement de Jacques Chirac. Il siège alors avec les non-inscrits, apparenté au groupe RPR. 
Proche de Charles Pasqua, certains y voient une tentative, avortée, de priver le FN d'un groupe parlementaire.
Lors des élections législatives de juin 1988, il est investi par le CNIP mais il obtient moins de 8 % des suffrages exprimés. Après ce revers, il rejoint le RPR, mais tente de se présenter en dissidence dans le Nord-Pas-de-Calais, en 1992, aux élections régionales sur une liste « Opposition nouvelle génération », ce qui n'aboutit pas, de même qu'aux élections législatives de 1997 à Paris, où il n'obtient que 3,68 % des voix.

#### Années 2020
Pendant la campagne présidentielle de 2022, tout en étant membre du Rassemblement pour la France de Christian Vanneste, il est aussi le responsable du comité de soutien à Éric Zemmour dans le Loiret,.

### Autres activités
En 2021, il publie un premier roman, La Belle Maison, « un roman dans lequel l’art et la politique nourrissent un personnage un peu "bordeline". »
Il se consacre également à la peinture et expose à Orléans en 2025.

### Mandats politiques
- Conseiller municipal de Lille de 1983 à 1989.
- Conseiller général du canton de Lille-Sud-Ouest de 1985 à 1992.
- Conseiller régional du Nord-Pas-de-Calais de 1986 à 1992.
- Député du Nord de 1986 à 1988.

## Publications

### Psychologie
- Réflexions sur les "désordres intellectuels", 1977
- Les Déficits intellectuels chez l'enfant, 1979
- Étude du fonctionnement cognitif dans la lecture et la compréhension de textes, 1991

### Autres
- Les Cahiers de Remy de Gourmont, en collaboration avec Renaud Rosset, 1963
- Les socialistes perdent le Nord  (préf. Maurice Schumann), Lille, Association lilloise pour une municipalité républicaine, 1982, 92 p. (BNF 34716050)
- Avec Christian Baeckeroot, Pierre Ceyrac et Jean Durieux (préf. Jean-Marie Le Pen), À droite pour la France, pour le Nord, Paris, Albatros, 1986, 140 p. (SUDOC 001148796)
- La Belle Maison, Éditions Createam, 2021, 319 p., roman[10]

### Sources
- Base Traitement et exploitation des résultats électoraux du monde.fr.